# Apella
Az apella szó helytelenül meghonosodott kifejezés az ókori Spárta városállamának népgyűlésére, mely hatalmi szervet valójában a többi hasonló görög államban ismert ekklészia kifejezéssel illettek Lakedaimónban (Lakonía) is.

## A szó eredete
A félreértés a tankönyvekben következetesen előforduló 'apella' kifejezésnek köszönhető, amely szó meg sem található egy görög-magyar szótárban, hacsak a 'spártai népgyűlés' jelentést nem számoljuk. A szó valójában a görög 'apelladzein' szóból származik, mely népgyűlésre mennit jelent. Ez a szó már megtalálható a szótárakban, és abból a szokásból ered, hogy a nagy tömegek Apollón ünnepén vándoroltak fel a városba. És minthogy sok ember gyűlt össze ezen a napon, célszerű volt ilyenkor tartani a népgyűlést. Tehát az 'apellai' szó Apollón ünnepét jelenti nem pedig a spártai népgyűlés elnezvezése. Valószínűleg így ragadt rá az intézményre a mi korunkban ez a szó, holott a spártaiak ekklésziát emlegettek, mikor a népgyűlésükről beszéltek.

## A népgyűlés működése
Minden teljes jogú, harminc évnél idősebb polgár megjelenhetett a gyűléseken, amelyeket a lükurgoszi törvények alapján minden teliholdkor a városhatárokon belül kellett megtartani. 
Eredetileg a helyszín az agora volt, később a vele szomszédos épületbe, a Szkiaszba helyezték át. A „levezető elnök” a király, vagy az egyik ephorosz lehetett. Felkiáltással szavaztak; ha az elnök nem volt biztos abban, hogy melyik a többség, csak akkor került sor szavazatszámlálásra.

## Feladata
Az apella feladata volt a gerúszia tagjainak megválasztása. A jelölteket az arisztokrácia tagjai közül választották, és miután bemutatták őket a gyűlés előtt, az lett tag (egész életére), aki a leghangosabb tapsot kapta. Szintén a népgyűlés választotta meg évente az öt ephoroszt. Az ephoroszok feladata volt elnökölni az apella és a gerúszia üléseit; megbízatásuk nem volt megújítható. Az apellán nem folyt vita, a javaslatokat elfogadták vagy elutasították. A gerúsziának vétójoga volt döntéseivel szemben.